# Lega Basket Serie A 2021-22
La Serie A 2021-22, conocida por motivos de patrocinio como Serie A UnipolSai fue la edición número 100 de la Lega Basket Serie A, la máxima competición de baloncesto de Italia. El campeón fue el AX Armani Exchange Milano, que lograba así su vigésimo noveno título.

## Equipos

### Ascensos y descensos
La Virtus Roma se retiró de la competición la temporada pasada. El Pallacanestro Cantù acabó en la última posición de la temporada regular, por lo que descendió a la Serie A2, de la que ascendieron para la presente temporada el Napoli Basket y el Bertram Tortona. 

### Equipos y localización
| Equipo                        | Sede          | Pabellón            | Capacidad |
| ----------------------------- | ------------- | ------------------- | --------- |
| Allianz Pallacanestro Trieste | Trieste       | Allianz Dome        | 6,943     |
| AIX Armani Exchange Milano    | Milán         | Mediolanum Forum    | 12,700    |
| Banco di Sardegna Sassari     | Sassari       | PalaSerradimigni    | 5,000     |
| Bertram Derthona Tortona      | Tortona       | Pala OltrePo        | 1,800     |
| Carpegna Prosciutto Pesaro    | Pesaro        | Adriatic Arena      | 10,323    |
| Dolomiti Energia Trentino     | Trento        | BLM Group Arena     | 4,360     |
| Fortitudo Bologna             | Bolonia       | Unipol Arena        | 11,000    |
| Germani Brescia               | Brescia       | PalaLeonessa        | 5,200     |
| Gevi Napoli                   | Nápoles       | PalaBarbuto         | 5,500     |
| Happy Casa Brindisi           | Brindisi      | PalaPentassuglia    | 3,534     |
| Nutribullet Treviso Basket    | Treviso       | PalaVerde           | 5,134     |
| Openjobmetis Varese           | Varese        | Enerxenia Arena     | 5,100     |
| Umana Reyer Venezia           | Venecia       | Palasport Taliercio | 3,506     |
| UNAHOTELS Reggio Emilia       | Reggio Emilia | PalaBigi            | 4,530     |
| Vanoli Basket Cremona         | Cremona       | PalaRadi            | 3,511     |
| Virtus Segafredo Bologna      | Bolonia       | Virtus Arena        | 9,700     |

## Temporada regular

### Clasificación
Actualizada al 15 de mayo de 2022.
| Pos. | Equipo                            | PJ | G  | P  | PF   | PC   | DP   | Pts | Clasificación              |
| ---- | --------------------------------- | -- | -- | -- | ---- | ---- | ---- | --- | -------------------------- |
| 1    | Segafredo Virtus Bologna          | 30 | 26 | 4  | 2666 | 2364 | +302 | 56  | Clasificados para Playoffs |
| 2    | AX Armani Exchange Milano         | 30 | 24 | 6  | 2465 | 2155 | +310 | 54  | Clasificados para Playoffs |
| 3    | Germani Basket Brescia            | 30 | 21 | 9  | 2524 | 2310 | +214 | 51  | Clasificados para Playoffs |
| 4    | Bertram Derthona Basket           | 30 | 17 | 13 | 2418 | 2412 | +6   | 47  | Clasificados para Playoffs |
| 5    | Umana Reyer Venezia               | 30 | 17 | 13 | 2331 | 2297 | +34  | 47  | Clasificados para Playoffs |
| 6    | Banco di Sardegna Sassari         | 30 | 17 | 13 | 2541 | 2449 | +92  | 47  | Clasificados para Playoffs |
| 7    | UNAHOTELS Reggio Emilia           | 30 | 15 | 15 | 2409 | 2401 | +8   | 45  | Clasificados para Playoffs |
| 8    | Carpegna Prosciutto Basket Pesaro | 30 | 14 | 16 | 2408 | 2518 | −110 | 44  | Clasificados para Playoffs |
| 9    | Allianz Pallacanestro Trieste     | 30 | 14 | 16 | 2390 | 2464 | −74  | 44  |                            |
| 10   | NutriBullet Treviso               | 30 | 12 | 18 | 2366 | 2509 | −143 | 42  |                            |
| 11   | Happy Casa Brindisi               | 30 | 12 | 18 | 2440 | 2499 | −59  | 42  |                            |
| 12   | Openjobmetis Varese               | 30 | 12 | 18 | 2470 | 2655 | −185 | 42  |                            |
| 13   | Dolomiti Energia Trento           | 30 | 11 | 19 | 2345 | 2447 | −102 | 41  |                            |
| 14   | GeVi Napoli                       | 30 | 11 | 19 | 2393 | 2455 | −62  | 41  |                            |
| 15   | Fortitudo Kigili Bologna          | 30 | 9  | 21 | 2429 | 2511 | −82  | 39  | Descenso a Serie A2        |
| 16   | Vanoli Cremona                    | 30 | 8  | 22 | 2386 | 2535 | −149 | 38  | Descenso a Serie A2        |

 Fuente: LBA

### Resultados
| Local \ Visitante | BOF    | BOV    | BRE   | BRI    | CRE   | MIL   | NAP    | PES    | REG    | SAS     | TOR    | TNT     | TRV     | TRI     | VAR    | VEN   |
| ----------------- | ------ | ------ | ----- | ------ | ----- | ----- | ------ | ------ | ------ | ------- | ------ | ------- | ------- | ------- | ------ | ----- |
| Fortitudo Bologna |        | 82–85  | 86–93 | 67–73  | 85–83 | 75–86 | 56–64  | 87–66  | 80–81  | 84–103  | 74–92  | 89–69   | 83–70   | 96–60   | 101–94 | 77–91 |
| Virtus Bologna    | 76–70  |        | 79–57 | 90–82  | 79–71 | 83–65 | 86–75  | 88–75  | 78–70  | 102–100 | 101–83 | 95–88   | 84–66   | 94–79   | 97–56  | 81–77 |
| Brescia           | 97–81  | 74–103 |       | 88–67  | 86–73 | 82–74 | 98–88  | 110–78 | 99–64  | 97–86   | 77–79  | 86–62   | 101–78  | 87–76   | 102–71 | 80–69 |
| Brindisi          | 105–93 | 76–83  | 83–88 |        | 87–65 | 53–79 | 89–75  | 89–91  | 89–75  | 89–80   | 82–99  | 78–80   | 99–95   | 96–87   | 72–75  | 81–80 |
| Cremona           | 94–78  | 75–87  | 76–88 | 73–80  |       | 86–93 | 96–93  | 84–88  | 62–76  | 89–80   | 73–74  | 112–105 | 74–67   | 75–80   | 94–78  | 85–82 |
| Milano            | 74–64  | 102–99 | 76–62 | 92–87  | 70–61 |       | 90–67  | 91–57  | 84–74  | 79–50   | 72–60  | 93–72   | 85–55   | 102–84  | 95–77  | 93–68 |
| Napoli            | 86–89  | 92–89  | 68–70 | 79–69  | 91–88 | 63–73 |        | 84–85  | 82–85  | 72–78   | 82–79  | 72–81   | 82–70   | 89–82   | 74–82  | 76–81 |
| Pesaro            | 88–87  | 77–96  | 83–88 | 86–84  | 93–87 | 85–82 | 83–100 |        | 69–72  | 75–73   | 81–90  | 75–79   | 105–108 | 74–61   | 94–75  | 75–85 |
| Reggio Emilia     | 88–77  | 81–90  | 80–61 | 72–56  | 58–64 | 63–67 | 102–90 | 86–77  |        | 85–81   | 84–89  | 74–78   | 67–62   | 103–109 | 82–84  | 78–85 |
| Sassari           | 85–79  | 108–73 | 65–76 | 102–75 | 98–82 | 92–90 | 74–75  | 75–73  | 96–93  |         | 83–87  | 88–80   | 94–80   | 74–83   | 104–99 | 63–66 |
| Tortona           | 74–64  | 93–76  | 81–74 | 78–87  | 97–92 | 64–81 | 83–77  | 70–86  | 93–98  | 95–89   |        | 76–50   | 77–92   | 80–74   | 104–99 | 77–65 |
| Trento            | 84–77  | 88–102 | 78–72 | 96–78  | 84–68 | 73–79 | 85–72  | 82–83  | 69–87  | 66–74   | 85–80  |         | 75–79   | 75–74   | 84–90  | 81–94 |
| Treviso           | 93–99  | 76–113 | 69–94 | 96–90  | 96–83 | 80–74 | 67–77  | 63–73  | 86–76  | 64–71   | 72–70  | 78–73   |         | 88–94   | 96–78  | 80–76 |
| Trieste           | 77–85  | 81–92  | 80–72 | 84–82  | 84–72 | 71–68 | 77–75  | 89–78  | 83–85  | 75–89   | 88–57  | 70–69   | 84–83   |         | 70–86  | 65–78 |
| Varese            | 103–92 | 80–81  | 75–72 | 71–84  | 90–78 | 79–82 | 89–98  | 76–87  | 67–106 | 96–110  | 85–76  | 90–89   | 80–89   | 76–92   |        | 76–68 |
| Venezia           | 77–72  | 65–84  | 82–93 | 80–78  | 88–71 | 69–74 | 79–75  | 77–68  | 94–74  | 70–76   | 69–61  | 72–65   | 76–68   | 84–77   | 82–93  |       |

## Playoffs
Los cuartos de final y semifinales se disputan al mejor de cinco encuentros, mientras que las finales lo hacen al mejor de siete.
|  | Cuartos de final | Cuartos de final           | Cuartos de final | Cuartos de final          | Cuartos de final | Cuartos de final | Cuartos de final |    |    | Semifinales               | Semifinales | Semifinales | Semifinales | Semifinales | Semifinales | Semifinales |  |   | Final                    | Final | Final | Final | Final | Final | Final | Final | Final |  |
|  |                  |                            |                  |                           |                  |                  |                  |    |    |                           |             |             |             |             |             |             |  |   |                          |       |       |       |       |       |       |       |       |  |
|  |                  |                            |                  |                           |                  |                  |                  |    |    |                           |             |             |             |             |             |             |  |   |                          |       |       |       |       |       |       |       |       |  |
|  | 1                | Virtus Segafredo Bologna   | 82               | 70                        | 75               | –                | –                |    |    |                           |             |             |             |             |             |             |  |   |                          |       |       |       |       |       |       |       |       |  |
|  | 1                | Virtus Segafredo Bologna   | 82               | 70                        | 75               | –                | –                |    |    |                           |             |             |             |             |             |             |  |   |                          |       |       |       |       |       |       |       |       |  |
|  | 8                | Carpegna Prosciutto Pesaro | 76               | 51                        | 55               | –                | –                |    |    |                           |             |             |             |             |             |             |  |   |                          |       |       |       |       |       |       |       |       |  |
|  | 8                | Carpegna Prosciutto Pesaro | 76               | 51                        | 55               | –                | –                |    | 1  | Virtus Segafredo Bologna  | 77          | 91          | 77          | –           | –           |             |  |   |                          |       |       |       |       |       |       |       |       |  |
|  |                  |                            |                  |                           |                  |                  |                  |    | 1  | Virtus Segafredo Bologna  | 77          | 91          | 77          | –           | –           |             |  |   |                          |       |       |       |       |       |       |       |       |  |
|  |                  |                            | 4                | Bertram Derthona Basket   | 73               | 70               | 69               | –  | –  |                           |             |             |             |             |             |             |  |   |                          |       |       |       |       |       |       |       |       |  |
|  | 5                | Bertram Derthona Basket    | 4                | Bertram Derthona Basket   | 73               | 70               | 69               | –  | –  | 66                        | 70          | 73          | 72          | –           |             |             |  |   |                          |       |       |       |       |       |       |       |       |  |
|  | 5                | Bertram Derthona Basket    |                  |                           |                  |                  |                  |    |    |                           |             | 73          | 72          | –           |             |             |  |   |                          |       |       |       |       |       |       |       |       |  |
|  | 4                | Umana Reyer Venezia        | 77               | 58                        | 63               | 60               | –                |    |    |                           |             |             |             |             |             |             |  |   |                          |       |       |       |       |       |       |       |       |  |
|  | 4                | Umana Reyer Venezia        | 77               | 58                        | 63               | 60               | –                |    |    |                           |             |             |             |             |             |             |  | 1 | Virtus Segafredo Bologna | 62    | 75    | 82    | 62    | 84    | 64    | -     |       |  |
|  |                  |                            |                  |                           |                  |                  |                  |    |    |                           |             |             |             |             |             |             |  | 1 | Virtus Segafredo Bologna | 62    | 75    | 82    | 62    | 84    | 64    | -     |       |  |
|  |                  |                            | 2                | AX Armani Exchange Milano | 66               | 68               | 94               | 77 | 78 | 81                        | -           |             |             |             |             |             |  |   |                          |       |       |       |       |       |       |       |       |  |
|  | 3                | Germani Basket Brescia     | 2                | AX Armani Exchange Milano | 66               | 68               | 94               | 77 | 78 | 81                        | -           | 104         | 85          | 68          | 95          | –           |  |   |                          |       |       |       |       |       |       |       |       |  |
|  | 3                | Germani Basket Brescia     |                  |                           |                  |                  |                  |    |    |                           |             | 104         | 85          | 68          | 95          | –           |  |   |                          |       |       |       |       |       |       |       |       |  |
|  | 6                | Banco di Sardegna Sassari  | 97               | 91                        | 98               | 98               | –                |    |    |                           |             |             |             |             |             |             |  |   |                          |       |       |       |       |       |       |       |       |  |
|  | 6                | Banco di Sardegna Sassari  | 97               | 91                        | 98               | 98               | –                |    | 6  | Banco di Sardegna Sassari | 71          | 82          | 69          | –           | –           |             |  |   |                          |       |       |       |       |       |       |       |       |  |
|  |                  |                            |                  |                           |                  |                  |                  |    | 6  | Banco di Sardegna Sassari | 71          | 82          | 69          | –           | –           |             |  |   |                          |       |       |       |       |       |       |       |       |  |
|  |                  |                            | 2                | AX Armani Exchange Milano | 88               | 91               | 87               | –  | –  |                           |             |             |             |             |             |             |  |   |                          |       |       |       |       |       |       |       |       |  |
|  | 7                | AX Armani Exchange Milano  | 2                | AX Armani Exchange Milano | 88               | 91               | 87               | –  | –  | 91                        | 91          | 88          | –           | –           |             |             |  |   |                          |       |       |       |       |       |       |       |       |  |
|  | 7                | AX Armani Exchange Milano  |                  |                           |                  |                  |                  |    |    |                           |             | 88          | –           | –           |             |             |  |   |                          |       |       |       |       |       |       |       |       |  |
|  | 2                | UNAHOTELS Reggio Emilia    | 82               | 65                        | 59               | –                | –                |    |    |                           |             |             |             |             |             |             |  |   |                          |       |       |       |       |       |       |       |       |  |
|  | 2                | UNAHOTELS Reggio Emilia    | 82               | 65                        | 59               | –                | –                |    |    |                           |             |             |             |             |             |             |  |   |                          |       |       |       |       |       |       |       |       |  |
|  |                  |                            |                  |                           |                  |                  |                  |    |    |                           |             |             |             |             |             |             |  |   |                          |       |       |       |       |       |       |       |       |  |

## Estadísticas
Hasta el 15 de mayo de 2022.
| Rank | Nombre             | Equipo                  | Part. | Pts. | PPP  |
| ---- | ------------------ | ----------------------- | ----- | ---- | ---- |
| 1.   | Marcus Keene       | Pallacanestro Varese    | 19    | 355  | 18.7 |
| 2.   | Amedeo Della Valle | Basket Brescia Leonessa | 28    | 517  | 18.5 |
| 3.   | Nick Perkins       | Happy Casa Brindisi     | 30    | 524  | 17.5 |
| 4.   | Adrian Banks       | Pallacanestro Trieste   | 29    | 485  | 16.7 |
| 5.   | Naz Mitrou-Long    | Basket Brescia Leonessa | 29    | 479  | 16.5 |

| Rank | Nombre            | Equipo                   | Part. | Ast. | APP  |
| ---- | ----------------- | ------------------------ | ----- | ---- | ---- |
| 1.   | Andrea Cinciarini | Reggio Emilia            | 30    | 310  | 10.3 |
| 2.   | Gerald Robinson   | B. di Sardegna Sassari   | 21    | 166  | 7.9  |
| 3.   | Miloš Teodosić    | Victoria Libertas Pesaro | 22    | 144  | 6.5  |
| 4.   | Josh Perkins      | Happy Casa Brindisi      | 17    | 97   | 5.7  |
| 5.   | Giuseppe Poeta    | Vanoli Basket Cremona    | 21    | 117  | 5.6  |

| Rank | Nombre             | Equipo                   | Part. | Reb. | RPP |
| ---- | ------------------ | ------------------------ | ----- | ---- | --- |
| 1.   | Tyrique Jones      | Victoria Libertas Pesaro | 31    | 301  | 9.7 |
| 2.   | Mikael Hopkins     | Pallacanestro Reggiana   | 31    | 236  | 7.6 |
| 3.   | Tyler Cain         | B. di Sardegna Sassari   | 31    | 235  | 7.6 |
| 4.   | Mouhammadou Jaiteh | Virtus Bolonia           | 27    | 201  | 7.4 |
| 5.   | Henry Sims         | NutriBullet Treviso      | 26    | 193  | 7.4 |

| Rank | Nombre             | Equipo                   | Part. | Val. | VPP  |
| ---- | ------------------ | ------------------------ | ----- | ---- | ---- |
| 1.   | Amedeo Della Valle | Basket Brescia Leonessa  | 28    | 588  | 21.0 |
| 2.   | Tyrique Jones      | Victoria Libertas Pesaro | 31    | 635  | 20.5 |
| 3.   | Adrian Banks       | Pallacanestro Trieste    | 29    | 582  | 20.1 |
| 4.   | Mitchell Watt      | Umana Reyer Venezia      | 30    | 589  | 19.6 |
| 5.   | Andrea Cinciarini  | Pallacanestro Reggiana   | 30    | 571  | 19.0 |